# BPM-97
BPM-97 (rus. КАМАЗ-43269 Выстрел) je višenamjenski kotačni oklopni transporter u konfiguraciji 4x4 kojeg je razvila ruska tvrtka Kamaz za potrebe ruske vojske. Kamaz je pokazao BMP-97 na sajmu IDEX 2007 u Abu Dhabiju, Ujedinjeni Arapski Emirati. Rabi se primarno u transportu vojnika i opreme, patroliranju i u pratnji važnih osoba i opreme, ali i kod prijevoza eksplozivnih naprava. Poznat je i kao "Kamaz-43269 Vystrel". Vozilo je poznato i pod nazivom "Vystrel" (rus. Выстрел) što u prijevodu znači "metak".
Vozilo proizvodi Kamazova tvornica Remdizel. Osnova vozila se proizvodi u Kurganu koji proizvodi i BMP borbena vozila pješaštva. Cjelokupno podvozje se prijevozi do tvornice Remdizel za ugranju motornih dijelova i ostale opreme. BPM-97 je originalno zamišljen da zamijeni GAZ-66 vozila u ruskim graničnim snagama. Vozilo se nalazi u službi u Rusiji, Kazahstanu i Azerbajdžanu u vojnoj i civilnoj upotrebi.

## Osnovne značajke
Vozilo je zasnovano na podvozju kamiona Kamaz-4326 Mustang. Konvencionalnog je dizajna s motorom sprijeda, posadom u kabini u sredini vozila i odjeljkom za posadu ili teret straga. Borbena masa vozila je 10,5 tona. BPM-97 je dužine 5,3 metra, širine 1,9 m i 2,3 metra visine s oružanom stanicom. U vozilo se sa zapovjednikom i vozačem može smjestiti još 12 ljudi. Dvodijelni prednji vjetrobran je napravljen od neprobojnog stakla. Pokriven je oklopnim "roletama" kada nije u pokretu. Na bokovima i kraju vozila, kao i na krovu se nalaze otvori za ulaz i izlaz posade. Na bokovima su otvori za puške kroz koje pješaštvo može ciljati i gađati iz pješačkog oružja unutar vozila. Osnovna oprema uključuje svjetla i brisače.

### Vatrena moć
Glavno naoružanje se montira na rotirajuću oružanu stanicu koja je postavljena na krov vozila. Na nju se može ugraditi 14,5 mm KPVT teška strojnica ili 12,7 mm strojnica, 30 mm bacač granata ili protutenkovski raketni sustav. Na njoj se nalaze lanseri za dimne bombe. Uz navedeno naoružanje, umjesto oružane stanice se može ugraditi kupola s vozila BTR-80 koja može biti naoružana s 30 mm topom ili 30 mm ASG-30 automatskim bacačem granata.

### Oklopna zaštita
Oklop vozila BPM-97 štiti posadu od hitaca iz lakog pješačkog naoružanja i eksplozivnih naprava. Gornji dio vozila može podnijeti paljbu iz 12,7 mm strojnice s udaljenosti od 300 metara, dok je donji dio otporan na paljbu iz 7,62 mm SVD snajperske puške s udaljenosti od 1-30 metara. Oklop V-oblika umanjuje udar projektila reflektirajući ga dalje od vozila. Na vozilo se mogu postaviti dodatne oklopne ploče debljine 16 mm za postizanje visokog stupnja balističke zaštite.

### Pokretljivost
BPM-97 pokreće osamlitreni turbo dizelski motor Kamaz-740.10-20 sparen s elektronički upravljanim mjenjačem. Motor proizvodi maksimalnu snagu od 240 KS. Dva spremnika goriva se nalaze unutar kabine i dodatno su zaštićena oklopnim pločama. Maksimalna brzina kretanja je 90 km/h uz autonomiju od 1100 km. Vozilo može djelovati u svim vremenskim uvjetima. Opremljeno je blokirajućim diferencijalom i središnjom kontrolom tlaka u gumama. Operativna temperatura u kojem može djelovati je u rasponu od -45oC do +50oC, s relativnom vlažnošću od 98%. Podvozje je udaljeno 365 mm od tla. Vozilo može prijeći preko okomite prepreke visine 0,6 metara i rova širine 1,2 metra.

## Inačice
Poboljšani BPM-97 oznake KAMAZ-43269 Vistrel ima novo vjetrobransko staklo u jednom dijelu i brisače, osuvremeni sustav prozračivanja i NBK zaštitu. Razlikuje se i po bočnom staklu na vratima koje je veće i trokutastog oblika. Predstavljen je na izložbi vojnih vozila 2011. godine.

## Galerija
- BPM-97 na paradi 2010. sprijeda
- Straga
- KAMAZ-43269 Vistrel sprijeda
- Straga
- Odjeljak za posadu, prednji dio
- Odjeljak za posadu, stražnji (utovarni) prostor

### Unutarnje poveznice
- Fennek
- BTR-40

### Zajednički poslužitelj
|  | Zajednički poslužitelj ima stranicu o temi BPM-97    |
|  | Zajednički poslužitelj ima još gradiva o temi BPM-97 |

## Vanjske poveznice
- (rus.) Službena stranica tvornice